# Кордики
Кордики (словац. Kordíky) — село в Банськобистрицькому окрузі Банськобистрицького краю Словаччини. Перша письмова згадка про село датується 1690 роком.

## Населення
| Рік:            | 1994. | 2004.    | 2014.    | 2024.    |
| --------------- | ----- | -------- | -------- | -------- |
| Кількість осіб: | 201   | 281      | 411      | 492      |
| Різниця:        |       | +39,80 % | +46,26 % | +19,70 % |

| Рік:            | 2023. | 2024.   |
| --------------- | ----- | ------- |
| Кількість осіб: | 485   | 492     |
| Різниця:        |       | +1,44 % |

Етнічний склад населення станом на 2001 рік: словаки — 98,4 %, угорці — 0,8 %.
Станом на грудень 2015 року в селі проживало 416 людей.